# Deylam
Deylam este un oraș din Iran.